# O uroczystości i gościach
O uroczystości i gościach (czes. O slavnosti a hostech) – czechosłowacki czarno-biały film komediowy z 1966 roku w reżyserii Jana Němca. 

## Obsada
- Ivan Vyskočil jako gospodarz
- Jan Klusák jako Rudolf
- Jiří Němec jako Josef
- Pavel Bošek jako František
- Karel Mareš jako Karel
- Evald Schorm jako mąż
- Jana Prachařová jako pani
- Dana Nĕmcová jako Olinka, panna młoda
- Zdena Škvorecká jako Eva
- Jana Nováková jako gość weselny
- Josef Škvorecký jako gość